# Take What You Can...Live
Take What You Can... Live è un live album dei XYZ, pubblicato nel 1995 per l'etichetta discografica SMD Music.

## Tracce
1. Maggie (Diglio, Fontaine, Ilous, Monroe) 4:30
2. Take What You Can (Diglio, Fontaine, Ilous, Monroe) 4:20
3. Come on N' Love Me (Diglio, Fontaine, Ilous, Monroe) 4:58
4. What Keeps Me Lovin' You (Diglio, Fontaine, Ilous, Monroe) 4:38
5. After the Rain (Diglio, Fontaine, Ilous, Monroe) 3:26
6. Inside Out (Diglio, Fontaine, Ilous, Monroe) 4:59
7. Off the Sun (Diglio, Fontaine, Ilous, Monroe) 5:16
8. Nice Day to Die (Diglio, Fontaine, Ilous, Monroe) 7:09

### Tracce bonus
- 9. Face Down In The Gutter (Diglio, Fontaine, Ilous, Monroe)
- 10. When I Find Love (Diglio, Fontaine, Ilous, Monroe)
- 11. This Could Be The One (Diglio, Fontaine, Ilous, Monroe)
- 12. I Know What's On Your Mind (Diglio, Fontaine, Ilous, Monroe)
- 13. One Is Enough To Tango (Diglio, Fontaine, Ilous, Monroe)
- 14. Ready For The Rain (Diglio, Fontaine, Ilous, Monroe)

### Tracce bonus ristampa del 1997 (Axe Killer)
- 9. Straight in the Night (Diglio, Fontaine, Ilous, Monroe) 3:48
- 10. Only Get You on the Phone (Diglio, Fontaine, Ilous, Monroe) 3:15
- 11. Connected to You (Diglio, Fontaine, Ilous, Monroe) 3:41
- 12. Slow Me Down (Diglio, Fontaine, Ilous, Monroe) 4:17

## Formazione
- Terry Ilous - voce
- Marc Diglio - chitarra
- Patt Fontaine - basso
- Paul Monroe - batteria

### Altri musicisti
- Uncle RV Alliroll - chitarra (tracce dalla 11 alla 14)
- Paul Villet - batteria (tracce dalla 11 alla 14)